# 남부바위뛰기펭귄

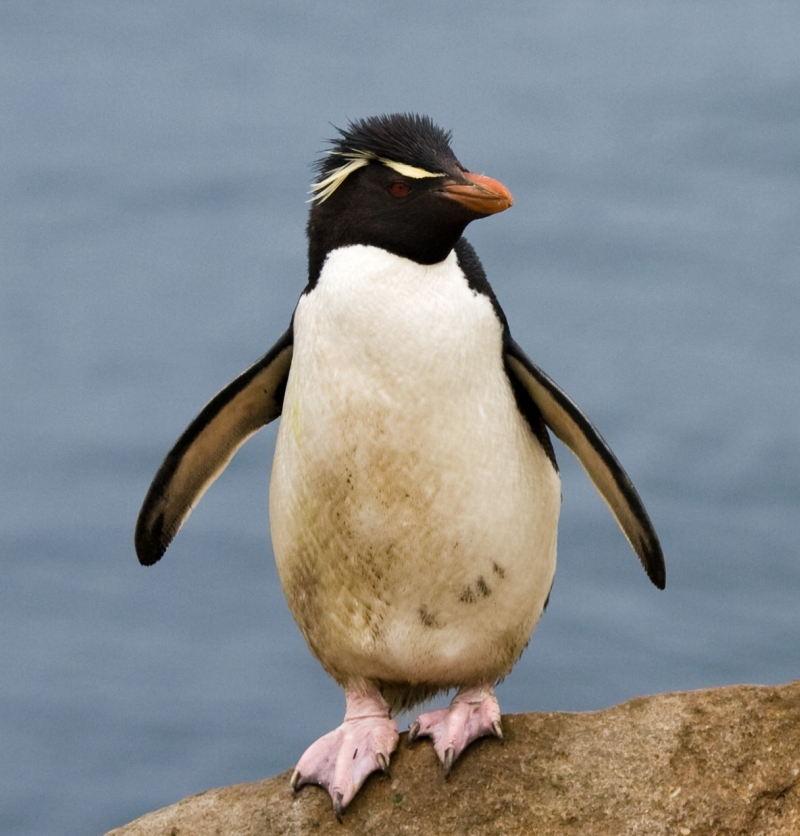
Eudyptes chrysocome

남부바위뛰기펭귄(Eudyptes chrysocome)은 왕관펭귄속의 펭귄 종이다. 바위뛰기펭귄의 아종으로 취급되기도 하지만 오늘날에는 북부바위뛰기펭귄과 별개의종으로 보고 있다. 남부바위뛰기펭귄에 딸린 아종으로 동부바위뛰기펭귄과 서부바위뛰기펭귄이 있다.